# 1205 Ebella
Az 1205 Ebella (ideiglenes jelöléssel 1931 TB1) a Naprendszer kisbolygóövében található aszteroida. Karl Wilhelm Reinmuth fedezte fel 1931. október 6-án, Heidelbergben.